# Monflorite-Lascasas
Monflorite-Lascasas è un comune spagnolo di 207 abitanti situato nella comunità autonoma dell'Aragona.